# Age of Empires
Age of Empires är ett realtidsstrategispel från 1997 och som är utvecklat av Ensemble Studios för Microsoft som stod för distributionen. Spelet är baserat på historia och är det första spelet i Age of Empires-serien. Det använder den 2D-sprite-baserade spelmotorn Genie Engine. I spelet får spelaren agera som ledare för en forntida civilisation genom att utveckla den genom fyra tidsåldrar (sten-, yngre sten-, brons- och järnåldern), vilket ger tillgång till nya och förbättrade egenskaper för spelaren efter varje tidsutveckling.
Från början framhävdes spelet som en blandning av Civilization och Warcraft, men vissa recensenter kände att spelet inte uppfyllde dessa förväntningar när det släpptes. Trots detta fick spelet generellt goda omdömen, och ett expansionspaket med titeln The Rise of Rome släpptes 1998. Både spelet och dess expansionspaket fick senare en sammanslagen utgivning under titeln "The Gold Edition". Spelets uppföljare Age of Empires II släpptes 1999, och en remake med titeln Age of Empires: Definitive Edition släpptes den 20 februari 2018.

## Spelupplägg
I Age of Empires får spelaren utveckla en civilisation från några jägare och samlare inom stenåldern till ett imperium inom järnåldern. Spelaren kan skapa och styra små spelfigurer som kallas units (svenska: enheter), bygga byggnader och utveckla ny teknik. För att skapa dessa saker och säkra en seger måste spelaren samla in resurser, vilka är sten, trä, mat och guld. Insamlade resurser måste också bevaras sparsamt eftersom det finns endast en begränsad mängd på en karta, exempelvis trä som fås genom att hugga ner träd, växer inte upp på nytt.
Det finns tolv tillgängliga civilisationer som var och en har egna egenskaper, till exempel ett varierande antal enheter och tekniker. Varje civilisation har också några egna tekniker som är unika, vilket gör att ingen civilisation har alla möjliga tekniker i spelet.
En viktig del i spelet är utvecklingen av fyra tidsåldrar:
- Stenåldern (mesolitikum, nomader och paleolitikum)
- Verktygsåldern (från engelskans Tool Age, syftar på neolitikum och kopparåldern)
- Bronsåldern
- Järnåldern

En utveckling av tidsålder genomförs i byggnaden Town Center och ger spelaren nya vapen, enheter och tekniker.

### Spellägen
Spelets enspelarläge har fyra kampanjer där spelaren får utföra specifika mål. Kampanjerna innehåller scenarion som utförs efter varandra, och handlar om historien av egyptiernas, grekernas, babyloniernas och yamatos civilisation. Till en demoversion av spelet finns ytterligare en kampanj som utspelar sig i det hettitska riket. Bortsett från kampanjerna finns ett spelläge som heter "random map" (svenska: "slumpmässig karta") där en ny karta genereras fram för varje nytt spelande. Det finns variationer av detta spelläge, till exempel dödsmatch.
Age of Empires har också ett flerspelarläge där upp till åtta spelare kan vara med samtidigt. Fram till den 19 juni 2006 stöddes flerspelarläget av Microsoft Gaming Zone. Men därefter upphörde de med stöd för de flesta CD-ROM-spel, inklusive Age of Empires och Age of Empires II.
Spelaren kan skapa egna scenarion (kartor) och kampanjer (scenarion i serie) genom Scenario Builder som finns i spelets meny. Detta verktyg är enklare och lättare att lära sig än jämförbara redigeringsprogram som används i modernare spel, men har i gengäld färre funktioner. Ensemble Studios använde själva Scenario Builder för att skapa enspelarlägets kampanjer. Det finns flera inofficiella webbplatser där privatgjorda scenarion eller kartor kan laddas ner och spelas på. I slutet av 2005 upptäcktes det att genom att modifiera olika datafiler kunde enheter som fanns i betaversionen göras tillgängliga i Scenario Builder. Vissa av dessa enheter är oklara, men skulle bland annat föreställa ett rymdskepp och en hjälte som byter ägare när den är nära andra enheter. Genom dataredigering kan reglerna för enheternas placering också ändras. Detta möjliggör att enheter kan placeras på valfri terräng och ovanpå andra enheter, vilket skapar nya designmöjligheter. Övriga upptäcker har varit nya terrängmallar, ett verktyg för att ändra storlek på kartor och ett spelläge som tredubblar enheters skadepoäng.

### Civilisationer
Spelaren kan välja att spela som en av tolv civilisationer. Civilisationerna är sorterade i fyra olika arkitektoniska stilar, vilka är baserade på östasiatisk, mesopotamisk, egyptisk och grekisk arkitektur. En civilisations byggnader får således någon av dessa fyra arkitekturutseenden i spelet.

### Teknik
Ny teknik utförs i vissa byggnader som är relaterade till den specifika tekniken. Till exempel utförs religiös forskning i tempel, och förbättrad rustning i storage pit (svenska: förrådsgrop). Tekniska framsteg finns i många kategorier, såsom militära uppgraderingar (bättre vapen och rustningar för enheter), ekonomiska uppgraderingar (snabbare resursinsamling), religiösa uppgraderingar (snabbare omvandling och fler förmågor för präster) och byggnadsuppgraderingar (starkare befästningar och motståndskraftigare byggnader). En ny teknik som utförs kan leda till att fler nya tekniker blir tillgängliga. Alla tekniker i spelet är inte tillgängliga för alla civilisationer, utan vissa tekniker är bara tillgängliga för vissa civilisationer.
Att kunna utföra ny teknik spelar en mycket viktig roll i spelets strategi. Nya tekniker blir bara dyrare med tiden då en civilisation utvecklar sig genom tidsåldrarna, vilket gör det svårare att samla in nödvändiga resurser för att utföra dem. Att fördela arbetskraften för villagers (bybor) över de olika resurserna kan göra skillnad mellan seger och nederlag.

#### Enheter
Spelaren kontrollerar och styr ett antal små spelfigurer som kallas enheter i spelet. Enheterna kan antingen vara civila eller militära. De flesta enheter kan uppgraderas genom ny teknik, till exempel att bybor samlar in resurser snabbare, starkare rustning för militära enheter och längre räckvidd för bågskyttar.
Mänskliga landbaserade enheter är de vanligaste i spelet, men det finns även enheter som går på hjul och marina enheter (båtar) som går på vatten. Bybor är de mest grundläggande enheterna i Age of Empires. Deras huvudsakliga arbetssyssla är att samla in resurser: hugga ner träd för att samla in trä, bryta sten och guld, samt jaga, samla bär, odla eller fiska för att skaffa mat. Bybor kan också bygga byggnader och reparera både byggnader och marina enheter, samt delta i närstrid om det behövs. En annan typ av icke-stridsenheter är präster som kan läka allierade enheter och omvandla fientliga enheter till den egna civilisationen. Infanterienheter, till exempel män med stridsklubbor, svärdsmän och hopliter krigar i närstrid. Bland de ridande enheterna finns häststridsvagnar, kavalleri och stridselefanter. Bågskyttsenheter, ridande eller till fots, attackerar på distans. Till belägringsenheter finns två typer: katapulter och ballister. Katapulter slungar stenar som ger sprängskador på alla enheter som befinner sig inom ett litet område där stenen träffar. De är särskilt effektiva mot byggnader och enheter i täta grupper. Ballister skadar mindre mot byggnader och enheter, men avfyrar snabbare och är billigare än katapulten.
Marina enheter har ofta en sekundär roll, men kan vara avgörande för en seger. Fiskebåtar har liknande arbetssyssla som bybor, de samlar in fisk för mat. Handelsskepp handlar med resurser från lagret i utbyte mot guld vid en annan spelares eller civilisations hamn. Avståndet mellan de båda hamnarna avgör mängden guld. Transportbåtar kan förflytta landbaserade enheter över vatten. Stridsfartyg används för att attackera fientliga fartyg och båtar, men kan också vara mycket effektiva mot landbaserade enheter nära strandlinjen eftersom vissa enheter (till exempel närstridsenheter) inte kan slå tillbaka. Krigsfartyg finns som antingen galär (skjuter pilar) eller trirem (skjuter kolossala pilar eller stenblock), vilket kan också vara effektivt mot fientliga byggnader i närheten av strandlinjen.
Enhetstyper från olika civilisationer har samma utseende, även om vissa civilisationer kan ha förbättrade variationer av dessa enheter. Till exempel har en svärdman från Gojoseon samma utseende som den persiska eller feniciska. Vissa rustningar och klädesplagg är historiskt felaktiga, såsom svärdmannen som liknar en romersk pretoriansoldat. Vissa civilisationer har också tillgång till en del enheter som historiskt aldrig har haft dem i verkligheten. Till exempel kan hopliter skapas av alla civilisationer utom Persien, och vissa asiatiska civilisationer kan skapa legioner och centurioner, samt att även Yamato kan bygga triremer.

#### Byggnader
Den viktigaste byggnaden i spelet är Town Center (svenska: Stadscentrum). Här skapas bybor och utveckling av tidsålder. I flesta scenarier börjar spelaren med en sådan byggnad, och möjligheten att bygga flera kan uppnås efter att ett Government Center (Regeringscenter) har byggts i bronsåldern. Ett stadscentrum ger befolkningsstöd åt fyra enheter. För att kunna skaffa fler enheter måste vanliga hus byggas, vilket stödjer fyra enheter per hus. Spelaren kan bygga hur många hus som helst (så länge den har tillräckligt med resurser), men en civilisation kan ändå bara ha maximalt 50 enheter.
Militära enheter skapas vid specifika byggnader som är relevanta för dem, till exempel skapas marina enheter i en hamn och kavallerienheter i ett stall. Som befästning finns murar och vakttorn. I gårdar kan bybor så och skörda mat. Bybor som har samlat in resurser kan deponera dem i någon av byggnaderna Granary (härbre), förrådsgrop eller stadscentrum.
Wonders (Underverk) är enorma monument som representerar något av de berömda byggnadsverken från civilisationernas fyra arkitekturstilar, till exempel Egyptens pyramider. De tar lång tid att bygga och kräver stora mängder resurser. Underverk kan varken skapa enheter eller utföra ny teknik. I ett vanligt spelläge, till exempel om slumpmässig karta väljs, kan spelaren vinna genom att bygga ett underverk och förhindra att det förstörs i 2000 år (cirka 5–10 minuter i verklig tid). Att bygga ett underverk ökar också spelarens poäng. Ett underverk är relativt lätt att förstöra och är ofta fiendernas högsta prioritet eftersom en nedräkning pågår. Därför måste ett underverk alltid vara skyddat och bevakat.

## Utveckling
Age of Empires utvecklades under titeln Dawn of Man och var Ensemble Studios första spel. Spelets historiska miljö valdes därför att det skulle bli mer trovärdig och åtkomlig för vanliga spelare, än andra liknande och befintliga spel. På den tiden hade andra realtidsstrategispel science fiction- och fantasymiljöer, så den historiska miljön i Age of Empires gjorde det möjligt att sticka ut. Designerna fick mycket av sin inspiration från spelet Civilization som redan hade en beprövad historisk miljö. Detta var något som mottogs positivt bland recensenterna. Age of Empires tillkännagavs i juni 1996 på Electronic Entertainment Expo. Spelet utvecklades av Bruce Shelley, Tony Goodman (ansvarade för spelets grafikdesign) och Dave Pottinger (ansvarade för spelets artificiella intelligens). Stephen Rippy komponerade musiken (vilket han fortsatte göra under hela spelserien) med tillfällig hjälp från sin bror, David Rippy, men även Kevin McMullan. Han skapade spelets soundtrack med hjälp av ljud från verkliga instrument från spelets utspelningsperiod, men till det användes också en sampler. Musikskapandet omfattade en hel del forskning om de kulturer, stilar och instrument som användes i den perioden.

### The Rise of Rome
Den 22 oktober 1998 släpptes ett expansionspaket vid titeln The Rise of Rome. Expansionspaketet är baserat på det romerska rikets uppkomst och har lagt till den romerska samt tre andra spelbara civilisationer i Age of Empires.
Spelmässigt införde expansionen ett flertal justeringar, till exempel flera nya enhetstyper skapas i en kö (förut var spelaren tvungen att skapa en i taget), möjligheten att dubbelklicka på en enhet och få andra av samma enhetstyp markerade, ändring i skador som orsakats av katapulter och möjligheten att öka befolkningsgränsen till över 50 (endast i flerspelarläge). Genom att installera 1.0a-uppdateringen från 1999 är det också möjligt att se vilka bybor som är sysslolösa. Expansionen har också infört en ny romersk arkitekturstil som innehavs av de fyra nya civilisationerna: romerska, palmyriska, makedonska och karthagiska. Övriga nyheter är fyra nya tekniker, fem enhetstyper, fyra slumpmässiga karttyper och ett större storleksalternativ för kartor. Enheternas sätt att ta kortaste väg till en destination har också förbättrats. Ny musik komponerades för expansionen, vilket ersatte originalsoundtracket. Efter utvecklarnas sista officiella programfix fortsatte spelets gemenskap med att göra en egengjord inofficiell programfix för att lösa de kvarvarande problem och förbättra kompatibiliteten med modern maskinvara och operativsystem.
Enligt Microsoft fick demoversionen av The Rise of Rome 1 miljon nedladdningar från den officiella webbplatsen under enbart i april 1999, och ytterligare 350 000 från CNET:s webbplats. Spelets försäljning nådde 1,2 miljoner exemplar i juni 2001. The Rise of Rome vann "Årets tillägg"-utmärkelse under 1998 av Computer Games Strategy Plus, där motiveringen löd bland annat att det hade "lagt till helt nya kampanjer, förfinade inställningar och en ny-fräsch spelupplevelse för en titel som redan var högt ansedd."

## Mottagande
| Mottagande               | Mottagande    |
| Samlingsbetyg            | Samlingsbetyg |
| Tjänst                   | Betyg         |
| ------------------------ | ------------- |
| Gamerankings             | 87 %          |
| Metacritic               | 83/100        |
| Recensionsbetyg          |               |
| Publikation              | Betyg         |
| Allgame                  | [ 43 ]        |
| Computer and Video Games | 9,0           |
| Game Revolution          | B+            |
| Gamespot                 | 6,8           |
| IGN                      | 7 (Mac)       |
| PC Zone                  | 9,4           |
| Computer Gaming World    | [ 49 ]        |
| Next Generation          | [ 50 ]        |
| PC Gameworld             | 91 %          |
| Coming Soon Magazine     | 90 %          |
| Gamevortex               | 75 %          |

Age of Empires fick ett generellt väl omdöme av recensenter och höga poäng på flera samlingsbetygswebbsidor. Det fick 8,3 av 10 på Metacritic, 87 procent på Gamerankings och 85 av 100 på Moby Games.
Bland Game Informers bäst rankade spel, fick det en placering på nummer 81 under året 2001. De tyckte spelet var en blandning mellan Warcraft och Simcity, och berömde dess flerspelarläge och dess popularitet bland spelare. Game Revolution kategoriserade istället spelet som blandning mellan Civilization II och Warcraft II: Tides of Darkness. Gamespot beklagade sig över att det var "ett enkelt stridsspel snarare än en härlig imperiebyggare", och beskrev det som "Warcraft med en antydan till Civilization." Elliott Chin, på Computer Gaming World, jämförde spelet i stor utsträckning med Warcraft II och sa att det har ett "stort djup, och när det jämförs med sina [liknande realtidsstrategispel] måste det vara det mest sofistikerade av [dem]". Gamevortex ville ha mindre kampstrategi, men berömde spellägena och kommenterade att "den slumpmässiga kartgenereringen […] verkligen håller spelet kryddat." Gamespot fördömde att enheter kan bara skapas en i taget (istället för en kö) och att enheternas artificiella intelligens var dålig, vilket "allvarligt minskar [spelets] njutbarhet." Gamevortex medhöll om denna kritik, medan PC Gameworld påpekade ändå att de senare programfixarna har förbättrat en del av den artificiella intelligensen. Elliott Chin kritiserade spelets enhetsgräns och tyckte att det var det "allvarligaste klagomålet".
PC Gameworld noterade likheterna med Warcraft II, men berömde unikheten med varje spelbar civilisation och sa att "grafiken är extremt detaljerad och har en handmålad känsla. Det är sällsynt att se ett spel så vackert med så detaljerade enhetsrörelser." Game Revolution var imponerad av mängden olika enheter i spelet och tyckte att utvecklarna "uppenbarligen gjorde [sin] forskning här, och resultatet är en väl avrundad historiskt korrekt produkt (åtminstone för ett spel)". Spelets ljudmiljö kritiserades också något, där Gamevortex påpekade att "[ljudeffekternas] ledtrådar räcker inte för att skilja på vad som just händer." Med tanke på spelets framtid eller återspelningsvärde betonade Gamerevolution Scenario Builder, som "ger dig total kontroll i utformningen av scenarier och kampanjer", ett "verktyg till ditt förfogande för att skapa ett scenario exakt efter eget tycke."
Next Generation betygsatte spelet med fyra av fem stjärnor och uppgav att "efter att ha varit under utveckling i nästan en evighet har Age of Empires till stor del levererat det som utlovats av medskaparen från Civilization, Bruce Shelley, och hans lag på Ensemble Studios."
Spelet har vunnit flera utmärkelser, såsom Årets spel (1997) av Gamecenter och Årets datorstrategispel (1998) av AIAS. Computer Gaming World nominerade också Age of Empires för Årets strategispel (1997), men den utmärkelsen gick till Myth: The Fallen Lords.

### Försäljning
I USA debuterade Age of Empires som nummer 7 på PC Datas försäljningsrankning för datorspel i oktober 1997. Spelet hamnade plats 8 respektive 13 de följande två månaderna. I slutet av 1997 hade Age of Empires sålt över 178 000 exemplar i USA, vilket blev intäkter på över 8 miljoner dollar. Denna försäljningsprestation gjorde det till USA:s mest framgångsrika realtidsstrategispel under slutet av 1997. En författare på PC Gamer (US) noterade att försäljningen överträffade de sammanlagda försäljningarna av konkurrenterna Total Annihilation och Dark Reign under samma period, samt var över fyra gånger större än Myth: The Fallen Lords.
Age of Empires blev också framgångsrikt världen över, enligt Microsoft. Spelet släpptes i 55 länder under de första fyra månaderna och över 650 000 exemplar skickades globalt den 12 december. Microsoft rapporterade att det var konstant den mest sålda datorstrategititeln i USA, Frankrike, Tyskland och Storbritannien till och med januari 1998. I februari hade spelet sålt 850 000 globala exemplar.
Age of Empires blev en succé på den tyska marknaden där det debuterade som plats nummer 1 på Media Controls försäljningsrankning under den senare hälften av oktober 1997. Spelet behöll denna plats till mitten av november, och blev topp 5 till slutet av 1997. Året därpå placerades spelet på en konstant topp 3 till mars där det åter klev upp på plats 1 under de sista två veckorna av månaden. I slutet av maj hade spelet varit på Media Controls topprankning i 28 veckor i rad, med femte och åttonde placeringar den månaden. Age of Empires fortsatte att vara det fjärde bästsäljande datorspelet på tyska marknaden under de första nio månaderna av 1998. Spelet fick ett "Guld"-pris från Verband der Unterhaltungssoftware Deutschland (VUD) i augusti för att ha sålt minst 100 000 exemplar i Tyskland, Österrike och Schweiz. Försäljningen på tyska marknaden uppgick till 115 000 exemplar i slutet av september, och 200 000 i november, vilket gjorde att VUD höjde upp spelet till en "Platinum"-status. På Milia-festivalen 1999 i Cannes tog Age of Empires hem ett annat "Guld"-pris för att ha uppnått intäkter på över 15 miljoner euro inom Europeiska unionen under 1998. I Tyskland fortsatte spelet med en placering 14 på Media Controls topplista från januari 1999 och 60 veckor framåt.
Spelets försäljning i Sydkorea nådde ungefär 150 000 exemplar under år 2000. Enligt PC Data var spelet USA:s tionde bästsäljande datorspel mellan januari och november 1998. Age of Empires blev en kommersiell framgång med en försäljning på 2,2 miljoner exemplar fram till juni 2001.

## Definitive Edition
I juni 2017 tillkännagavs en datorspelsremake vid titeln Age of Empires: Definitive Edition av Adam Isgreen (kreativt ansvarige på Microsoft Studios) på Electronic Entertainment Expo 2017. Remaken är utvecklad av Age of Empires nya interna studio, kallad Forgotten Empires. Detta nya spel har en helt ny grafik med stöd för 4K-upplösning, nyinspelat soundtrack och andra förbättringar. Spelet planerades att släppas den 19 oktober 2017, men försenades till 20 februari 2018. Age of Empires: Definitive Edition släpptes på Microsoft Store och fick ett blandat eller medelmåttigt omdöme, där Metacritic betygsatte det med 70 av 100. PC Gamer gav spelet 60 av 100 poäng och kallade det en "gedigen remake av ett spel förbi sin tid". Gamespot gav spelet 6 av 10 och berömde dess 4K-grafik och uppgraderade soundtrack, men kritiserade gamla kvarstående problem.